# Piz Tschierva
El Piz Tschierva es un pico de montaña situado en el Cantón de los Grisones, Suiza, muy cerca de la frontera con Italia.
Forma parte del Macizo de la Bernina, en la cordillera de los Alpes, y su punto más alto se encuentra a 3546 metros sobre el nivel del mar, aunque tiene una prominencia de 210 metros.